# NK Concordia Zagreb
Nogometni klub Concordia Zagreb hrvatski je nogometni klub iz Zagreba osnovan 1977. godine pod nazivom Pionirski grad.
Trenutačno se natječe u 1. zagrebačkoj nogometnoj ligi.

## Povijest
Klub se nalazi u zagrebačkom naselju Granešina. Osnovan je pod nazivom Pionirski grad na inicijativu nekoliko nogometnih zaljubljenika. 1992. godine mijenja naziv u Concordia. Od 1995. do 1999. godine nosi naziv Concordia Zlaring, a od 1999. godine sadašnji naziv Nogometni klub Concordia. Klub se u svojoj povijesti natjecao u nižerazrednim ligama. 

## Vanjske poveznice
- Službena web-stranica
- Arhivirana web-stranica
- Profil, HNS Semafor